# 38 (numero)
Trentotto (cf. latino duodequadraginta, greco ὀκτὼ καὶ τριάκοντα) è il numero naturale dopo il 37 e prima del 39.

## Proprietà matematiche
- È un numero pari.
- È un numero composto dai 4 divisori: 1, 2, 19, 38. Poiché la somma dei divisori (escluso il numero stesso) è 22 < 38, è un numero difettivo.
- È un numero nontotiente.
- È un numero piramidale decagonale.
- È un numero ottaedrico troncato.
- È un numero di Ulam.
- È un numero semiprimo.
- È parte della terna pitagorica (38, 360, 362).
- È un numero palindromo nel sistema di numerazione posizionale a base 4 (212) e a base 18 (22). In quest'ultima base è altresì un numero a cifra ripetuta.
- È un numero intero privo di quadrati.
- È un numero congruente.

## Astronomia
- 38P/Stephan-Oterma è una cometa periodica del sistema solare.
- 38 Leda è un asteroide della fascia principale del sistema solare.
- NGC 38 è una galassia spirale della costellazione dei Pesci.

## Astronautica
- Cosmos 38 è un satellite artificiale russo.

## Chimica
- È il numero atomico dello Stronzio (Sr).

## Simbologia

### Smorfia
- Nella smorfia il numero 38 sono 'E mazzate (le bastonario).

### Giochi
- La rotella della roulette americana ha trentotto scanalature.